# Aliceara
× Aliceara, (abreviado Alcra.) en el comercio, es un notogénero de híbrido integenérico entre los géneros de orquídeas Brassia, Miltonia y Oncidium (Brs. x Milt. x Onc.).